# Triumph Adler Alphatronic PC P1/P2
Triumph Adler Alphatronic PC P1/P2 (Alphatronic PC моделима P1/P2) је серија професионалних рачунара, производа фирме Triumph Adler који су почели да се израђују у Немачкој током 1980. године.
Користили су 8085A као централни микропроцесор а RAM меморија рачунара Alphatronic PC P1/P2 је имала капацитет од 48 kb, прошириво до 64 kb. 
Као оперативни систем кориштен је MOS (Micro Operating System).

## Детаљни подаци
Детаљнији подаци о рачунару Alphatronic PC моделима P1/P2 су дати у табели испод.
|                       |                                                             |
| [ 1 ]                 |                                                             |
| Произвођач            |                                                             |
| Тип                   | професионални рачунар                                       |
| Меморија              | 48 , прошириво до 64                                        |
| Поријекло             | Њемачка                                                     |
| Година                | 1980                                                        |
| Тастатура             | тастатура са пуним помаком тастера са нумеричком тастатуром |
| Процесор              |                                                             |
| Фреквенција процесора | непознато                                                   |
| RAM                   | 48 , прошириво до 64                                        |
| ROM                   | непознато                                                   |
| Текст                 | 80 x 24                                                     |
| Графика               | непознато                                                   |
| Боја                  | непознато                                                   |
| Звук                  | непознато                                                   |
| Димензије             | непознато                                                   |
| Портови               |                                                             |
| Оперативни систем     |                                                             |